# 381P/LINEAR–Spacewatch
381P/LINEAR-Spacewatch, komet Jupiterove obitelji